# Útušice
Obec Útušice (německy Autuschitz) se nachází v okrese Plzeň-jih, kraj Plzeňský. Žije zde 724 obyvatel. Obec je ve správním obvodu obce s pověřeným obecním úřadem Přeštice.

## Části obce
- Útušice
- Robčice

## Historie
Počátky zdejšího osídlení spadají podle archeologických nálezů do doby před více než 6000 lety, tedy do mladší doby kamenné. Podle dalších nálezů pochází pozdější osídlení z období raného středověku.
První písemná zmínka o obci pochází z roku 1393. V té době zde stálo asi 15–20 zemědělských usedlostí, jež se rozkládaly podél hlavní komunikace, která obcí procházela severojižním směrem, a tvořily též malou náves v její střední části.
O historii obce, jejíž název se v průběhu let měnil z Hautušice na Hutušice, Houtušice, Hutuší či Huduší, později Autušice nebo Outušice, až se konečně od roku 1875 ustálil jako Útušice, se bohužel nedochovalo mnoho zpráv. Historický a hospodářský vývoj obce byl však vždy úzce spjat s osudy okolních větších obcí, například Štěnovic či samotné Plzně.
Hospodářskou nezávislost získaly Útušice teprve v 19. století, když se obce roku 1850 staly samostatnými správními jednotkami. Tehdy zde žilo asi 230 obyvatel. V druhé polovině 19. století přibyly ke zdejší kapličce se zvonicí z počátku století také obecní úřad a budova školy.
Poklidný rozvoj obce přerušila 1. světová válka, během níž byl mimo jiné zrekvírován i zvon zdejší kapličky.
Po válce proběhla i zde pozemková reforma, v jejímž rámci došlo k vykupování nájemných pozemků.
V roce 1922 byla obec elektrifikována. 
Po 2. světové válce došlo k dalšímu rozvoji obce. Uskutečnila se výstavba nových rodinných domků, došlo k vybudování nové prodejny potravin a adaptaci obecního úřadu. Počátkem 50. let bylo i zde vytvořeno jednotné zemědělské družstvo (JZD).  
V roce 1983 byla zrušena zdejší základní škola, takže děti musejí dojíždět do Štěnovic.

## Pamětihodnosti
- Kaple na návsi

## Další fotografie

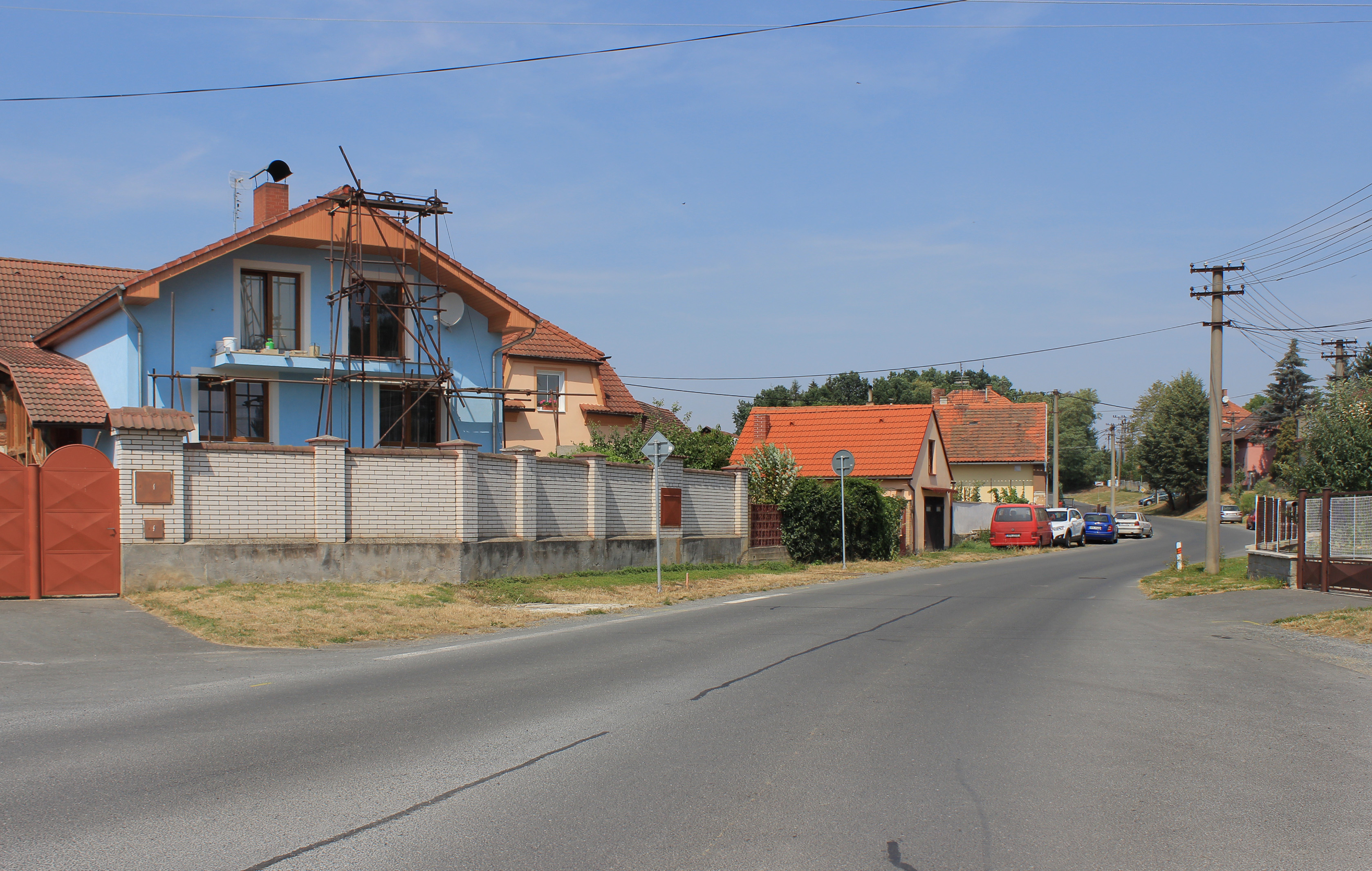
Silnice do Plzně
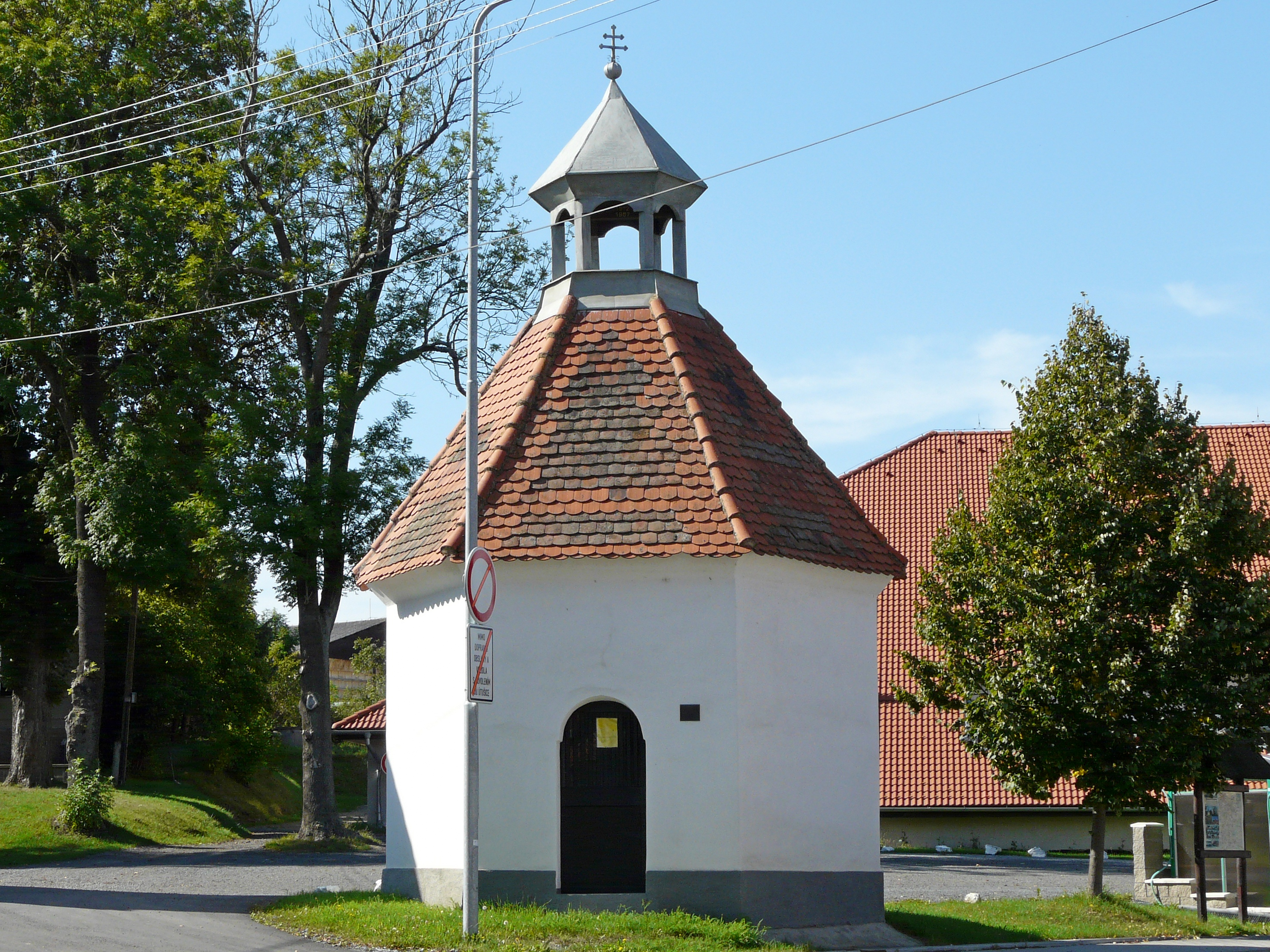
Kaple na návsi
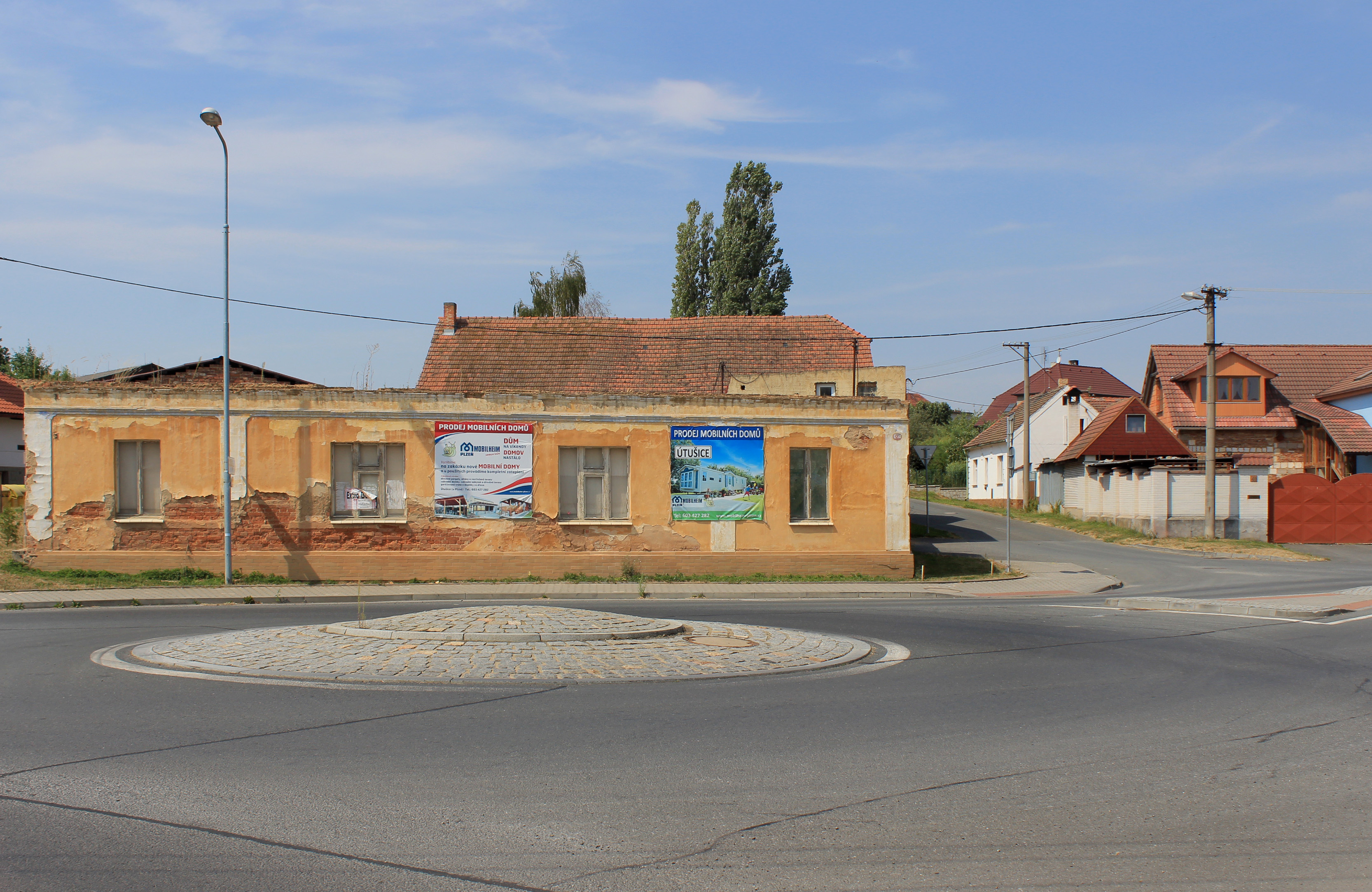
Kruhový objezd
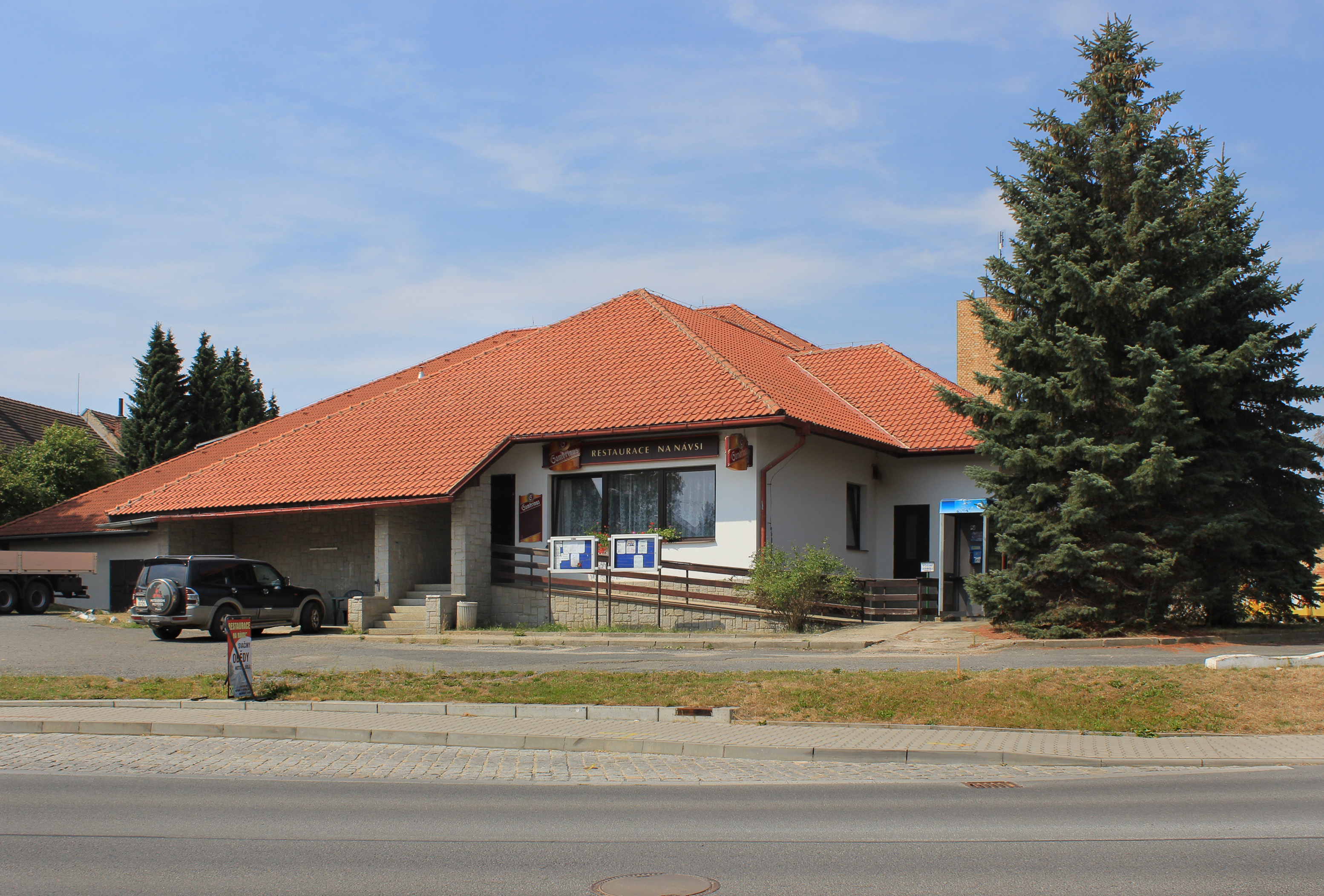
Restaurace